# Чикатило (серіал)
«Чикатило» — російський серіал про серійного вбивцю Андрія Чикатила. Прем'єра першої серії відбулася 18 березня 2021 року.

## Сюжет
Серіал розповідає про найвідомішого серійного вбивцю радянської епохи Андрія Чикатила — про подвійне життя, яке цей злочинець вів багато років, і про напружене розслідування вчинених ним вбивств. За словами режисера Сарика Андреасяна, головним завданням творців серіалу було відповісти на питання «Як людина з практично ідеальною біографією виявилася жорстоким вбивцею? Що породило в ньому звіра?».

## У ролях
- Дмитро Нагієв —  
Андрій Чикатило
- Костянтин Лавроненко — Кесаєв
- Дмитро Власкін — Вітвицький
- Юлія Афанасьєва — Овсяннікова Ірина
- Георгій Мартиросян — генерал
- Олег Каменщиков — Липягін
- Микола Козак — Ковальов
- Євген Шириков — Горюнов
- Іван Федотов — Жарков
- Олександр Курлов — Тарасюк
- Вікторія Богатирьова — Фаїна
- Микита Кологривий — Шеїн
- Олександр Булатов — Юрка
- Таїсія Калініна — Таня Глагольцева
- Владислав Шкляев — Федір Дмитрович
- Аліна Мещерякова — Ангеліна
- Карен Бадалов — Некрасов
- Сергій Шароватов — Микола
- Кирило Жандаров — Віктор Косачов
- Ольга Тумайкіна — Вікторія Петрівна
- Олена Папанова — завуч
- Ірина Безрукова — Раїса
- Вадим Цаллаті — слідчий
- Олександр Хотянцев — слідчий
- Марія Абрамова — епізод
- Марія Букнис — епізод
- Антон Морозов — епізод
- Дмитро Мальков — епізод
- Герман Сегал — епізод
- Арсеній Вєтров — епізод
- Валерій Смекалов — епізод

## Виробництво
Серіал знімався для сервісу Okko. Режисером став Сарік Андреасян, сценарій написали Олексій Гравицький і Сергій Волков. Зйомки почалися у вересні 2020 року, 21 грудня 2020 року стало відомо про їх завершення і був опублікований перший трейлер. Творці проекту думали тримати в таємниці ім'я актора, який зіграв головну роль, але інформація про те, що роль Чикатило виконає Дмитро Нагієв з'явилася ще влітку 2020 року. Після виходу першої серії інформація про те, що роль Чикатило виконав Дмитро Нагієв, підтвердилася.

## Оцінки
Серіал отримав негативні оцінки критиків і глядачів. Особливій критиці був підданий вибір на роль Чикатило актора Дмитра Нагієва. На думку багатьох рецензентів Нагієв у своєму безглуздому гримі більше був схожий на персонажа серіалу «Обережно модерн», ніж на відомого серійного вбивцю. Слідчий Амурхан Яндиев, який в минулому займався справою Чикатило, також негативно оцінив акторську гру Нагієва, однак зазначив, що творцям серіалу добре вдалося відтворити атмосферу тих років. Під час інтерв'ю на радіо «Комсомольская правда» режисер Сарік Андреасян у відповідь на критику свого серіалу з боку консервативної громадськості влаштував скандал у студії і спішно її покинув.